# Пулатов Олег Юлдашевич
Пулатов Олег Юлдашевич — один із чотирьох початкових обвинувачених у справі збиття пасажирського лайнера рейсу MH17 над Україною.  Підполковник запасу російських Повітряно-десантних військ, громадянин Росії.
Під час збиття MH17 Пулатов був заступником голови розвідувальної служби бойовиків «ДНР». Пулатов знаходився поруч з установкою під час пострілу.
Перед самим початком слухань несподівано Олег Пулатов погодився приєднатися до судового процесу. Його інтереси буде представляти група з трьох адвокатів — двох нідерландських та одного російського. Таким чином Росія отримала доступ до матеріалів справи.
Вчився у Київському військовому училищі ім. Фрунзе.
Інші обвинувачені: Сергій Дубінський (позивний «Хмурий»), Ігор Гіркін (позивний «Стрелок»), Леонід Харченко (позивний «Кріт»).
Всі четверо оголошені в міжнародний розшук.
Станом на 17.11.2022, Пулатов Олег Юлдашевич був виправданий нідерландським судом. 